# Morelotia affinis
Morelotia affinis là loài thực vật có hoa trong họ Cói. Loài này được (Brongn.) S.T.Blake mô tả khoa học đầu tiên năm 1969.